# Dandya ovalis
Dandya ovalis è un pesce osseo estinto, appartenente ai Dapediiformes. Visse nel Triassico superiore (Norico, circa 215 - 212 milioni di anni fa) e i suoi resti fossili sono stati ritrovati in Austria e in Italia.

## Descrizione
Questo piccolo pesce (lungo non più di 5 centimetri) possedeva un corpo compatto e tondeggiante, quasi ovale; la pinna caudale era piccola ma allungata. Le pinne dorsali e anali erano spostate molto all'indietro; la testa era piuttosto grande. Le scaglie ricoprivano tutto il corpo ed erano di grandi dimensioni, dal margine posteriore arrotondato, dalla struttura alta in particolare nella zona mediana del corpo. In generale, Dandya era molto simile a un altro pesce molto diffuso, Dapedium, ma se ne differenziava per le dimensioni molto minori e per alcune caratteristiche (cranio molto meno ornamentato, pinne impari molto arretrate in Dandya).

## Classificazione
Descritto inizialmente nel 1905 sulla base di fossili ritrovati in Austria, questo pesce era stato attribuito al genere Spaniolepis (S. ovalis). Fu nel 1940 che White e Moy-Thomas, in una riclassificazione dei pesci triassici, istituirono il genere Dandya per questi fossili. Numerosi altri fossili furono poi rinvenuti in terreni del Norico in Lombardia (Ponte Giurino, Zogno, Cene).
Dandya appartiene ai dapediiformi, un grande gruppo di pesci ossei tipici della prima parte del Mesozoico, caratterizzati da pesanti scaglie. In particolare, Dandya sembrerebbe essere strettamente imparentato con il genere Dapedium, anch'esso rinvenuto nel Norico di Austria e Italia ma diffuso anche nel corso del Giurassico.

## Paleobiologia
Dandya era un piccolo pesce che si muoveva lentamente ma agilmente tra gli anfratti delle rocce delle zone costiere del mare della Tetide.